# 工学の一覧
工学の一覧（こうがくのいちらん）
★があるのは、日本十進分類法技術（5類）、産業（6類）にあるもの。

## あ行
あ
- 安全工学

い
- 医工学（medical engineering）／医用工学／医療工学
- 遺伝子工学
- 医薬品工学（pharmaceutical engineering）／医薬工学／製薬工学
- 医用生体工学（biomedical engineering, BME／medical and biological engineering, MBE／medical biotechnology）
- 医療データ科学（medical data science）／医療データサイエンス
- インフラシステム工学 (infrastructure system engineering)

う
- 宇宙工学★
- 運輸工学★

え
- エネルギー工学
- 衛生工学★
- エンタープライズアーキテクチャ

お
- 応用物理学
- 音響工学
- オブジェクト指向ソフトウェア工学

## か行
か
- 海洋工学★
- 海岸工学
- 化学工学
- 河川工学／河海工学★
- 環境工学★
- 環境都市工学
- 火災安全工学
- 家庭理工学★
- 感性工学
- 加工工学

き
- 機械工学★
- 機構学
- 基礎工学
- 金属工学★
- 橋梁工学★
- 金融工学
- 教育工学

く
- 空気調和工学
- 軍事工学★
- 群ロボット工学

け
- 経営工学
- 経営システム工学
- 経済工学
- 建築学★
- 建築設備／設備工学★
- 建築音響工学
- 建築環境工学
- 計測工学
- 計算機工学（コンピュータ工学）／計算機科学
- 原子力工学★

こ
- 鉱山工学★
- 工業化学
- 構造工学
- 航空宇宙工学
- 航空工学★
- 交通工学
- 交換工学
- 港湾工学
- 高温工学
- 光工学
- コンクリート工学

## さ行
さ
- サステイナブル工学
- 材料工学
- サイボーグ工学
- 産業工学

し
- 磁気工学
- 資源工学
- システム工学／システム科学
- 失敗工学／失敗学
- 自動車工学★
- 地盤工学／地質工学
- 市民工学
- 社会工学
- 社会システム工学
- 社会交通工学
- 社会環境工学
- 醸造工学
- 情報工学★／情報科学
- 照明工学
- 食品工学
- 進化ロボット工学
- 振動工学
- 神経工学
- 信頼性工学

す
- 水道工学
- 数理工学

せ
- 制御工学
- 設計工学
- 精密工学
- 船舶工学★
- 生産工学
- 生産システム工学
- 生物工学／バイオテクノロジー／バイオエンジニアリング／バイオニクス
- 生体工学
- 繊維工学★
- 生産加工工学
- セラミック工学

そ
- ソフトウェア工学

## た行
た
- 耐震工学

ち
- 地球工学
- 地球情報学
- 知識工学
- 地質工学

つ
- 通信工学★
- 津波工学

て
- 低温工学
- データ科学／データサイエンス
- 鉄道工学★
- 鉄道車両工学
- 伝送工学
- 伝熱工学
- 電気計測工学
- 電気工学★
- 電子工学★
- 電磁波工学
- 電波工学
- 電力工学
- 電気音響工学
- デジタル制御工学

と
- 道路工学★
- 都市工学★
- 都市システム工学
- 都市環境工学
- 土木工学　建設工学★

## な行
な
- ナノエンジニアリング

に
- 乳業工学
- 人間工学
- 人間情報工学（information ergonomics, info-ergonomics, human information engineering）
- 認知工学
- ニューロロボット工学

ね
- 燃焼工学
- 熱機関、熱工学★

の
- 農業工学★
- 農林工学

## は行
は
- 発酵工学
- 発電工学
- 半導体工学
- 反応工学
- パワーエレクトロニクス

ひ
- 光エレクトロニクス
- ビッグデータ医科学（big data medicine）／医療ビッグデータ（medical big data）
- ヒューマンコンピュータインタラクション／HCI
- 品質工学

ふ
- 福祉工学
- 物質工学
- 物性工学
- プロセスシステム工学
- 粉体工学
- 分離工学

へ
- 兵器工学

ほ
- 防災工学
- 舗装工学

## ま行
ま
- マイクロ波工学
- マイクロエレクトロニクス

む
- 無線工学

め
- メカトロニクス
- メドテック（medtech）／メディテック（meditech）／医療IT

も
- モデル駆動工学

## や行
や
- 冶金工学

ゆ
- 有機材料工学
- ユーザ工学

よ
- 溶接工学

## ら行
り
- 理工学（science and engineering, S&E）
- 流通工学
- リバースエンジニアリング／逆行工学／分解工学／逆行分析
- 緑化工学
- 量子エレクトロニクス
- 理論造船学★
- 流体工学★

れ
- 冷凍工学
- レオロジー／流動学

ろ
- ロボット工学
- ロジスティクス工学

## 関連
- 工学